# Oswaldo Ferreira
Oswaldo Ferreira (São Gonçalo, 29 de fevereiro de 1928 — Santa Luzia, 14 de outubro de 1986) foi um médico e político brasileiro.
Exerceu medicina a partir de 1955, quando veio para Santa Luzia para trabalhar como médico do Frimisa. Com o incêndio no frigorífico ficou sem emprego e começou a atender os doentes do município. Em 1957 assumiu como diretor do Hospital São João de Deus, cargo no qual permaneceu por 27 anos.
Foi prefeito de Santa Luzia por duas vezes, de 1967 a 1971, e 1973 a 1977, sendo conhecido como "homem de ouro" pela população local devido aos seus feitos. Foi candidato a deputado estadual em 1978, ficando como suplente.
Morreu aos 58 anos, vítima de um câncer no intestino. O cortejo fúnebre praticamente parou Santa Luzia, reunindo uma multidão em direção ao Cemitério do Carmo.